# ميتشياسو أوسادا
ميتشياسو أوسادا (باليابانية: 長田 道泰) (مواليد 5 مارس 1978)، هو لاعب كرة قدم ياباني سابق كان يلعب كلاعب وسط.

## وصلات خارجية
- ميتشياسو أوسادا على موقع الاتحاد الدولي (مؤرشف)  (الإنجليزية)
- ميتشياسو أوسادا على موقع رابطة كرة القدم اليابانية للمحترفين (اليابانية)
- ميتشياسو أوسادا على موقع قاعدة بيانات كرة القدم.إي يو (الإنجليزية)
- ميتشياسو أوسادا على موقع عالم كرة القدم.نت (الإنجليزية)